# Ivo Michiels

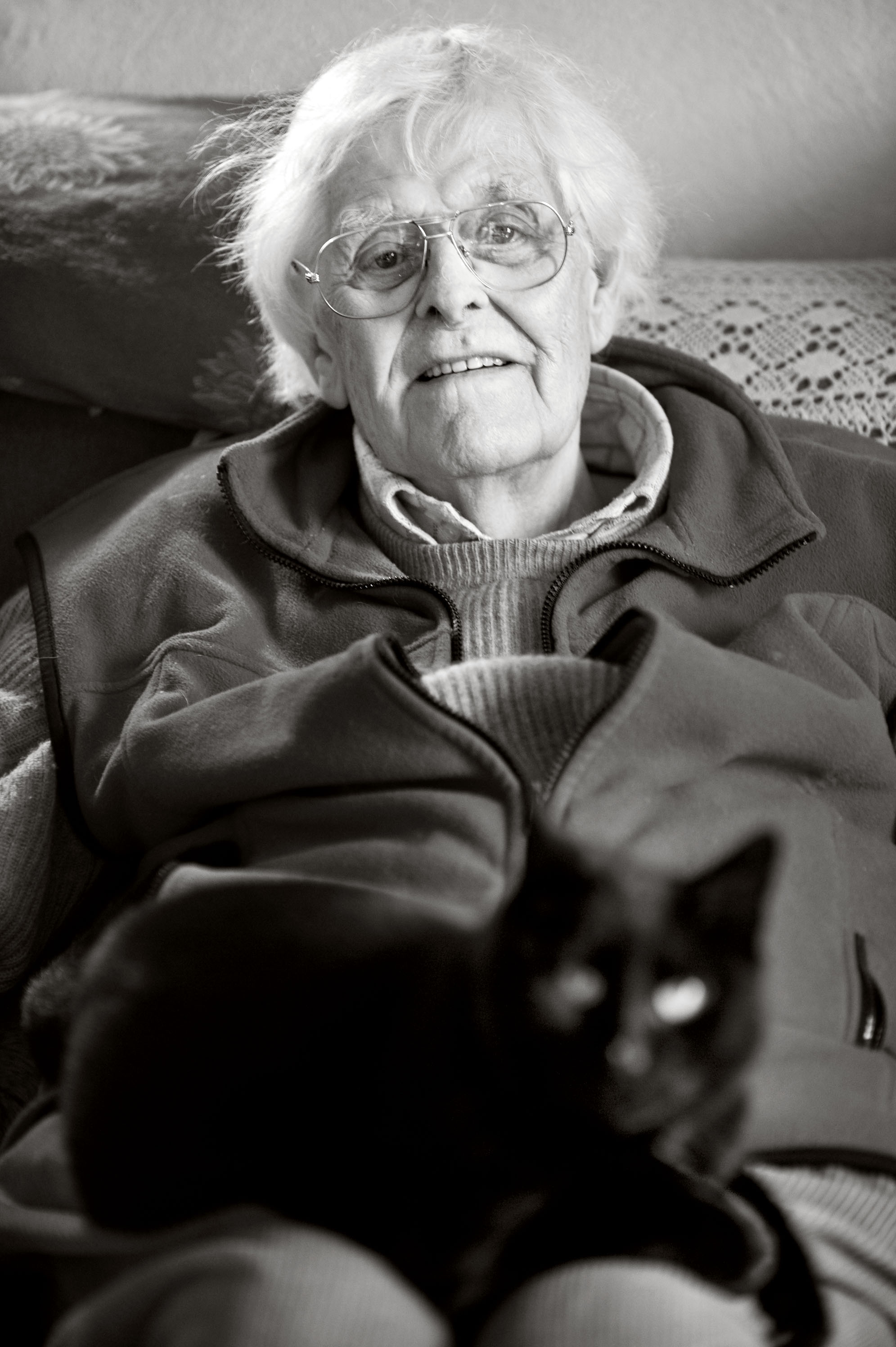
Ivo Michiels.

Henri Paul René Ceuppens (8 de enero de 1923 - 7 de octubre de 2012), que escribió bajo el seudónimo de Ivo Michiels, fue una escritora belga.

## Carrera
Michiels nació en Mortsel. Durante la Segunda Guerra Mundial trabajó como enfermera en un hospital de Lübeck en Alemania. Trabajó como ayudante de laboratorio por un tiempo, y desde 1948 hasta 1957 trabajó como periodista en Het Handelsblad. En 1965, se casó con Christiane Faes. Desde 1957 hasta 1978 trabajó en la editorial Ontwikkeling (E: Desarrollo).
Desde 1959 hasta 1983 fue editora y secretaria de redacción del Nieuw Vlaams Tijdschrift. Desde 1966 hasta 1978 también enseñó en la Hoger Rijksinstituut voor Toneel-en Cultuurspreiding en Bruselas. En 1979, se estableció como una escritora a tiempo completo en el Vaucluse (Francia). Murió, 89 años de edad, en Le Barroux.

## Lista de obras
- Begrensde verten (1946, poesía)
- Daar tegenover (1947, poesía)
- Zo, ga dan (1947, novela)
- Het vonnis (1949, novela)
- Kruistocht der jongelingen (1951, novela)
- Spaans capriccio (1952, novela corta)
- De ogenbank (1953, novela)
- De meeuwen sterven in de haven (1955, novela, escenario de película), llevada al cine con el mismo nombre en 1956
- Het afscheid (1957, novela)
- Journal brut, Ikjes sprokkelen (1958, novela)
- Albisola Mare, Savona (1959, novela)
- Dertien Vlamingen (1961, bloemlezing)
- Het boek Alfa (1963, novela)
- Frans Dille (1963, ensayo)
- Antwerpen, stad aan de stroom (tekst bij fotoalbum van  F. Tas) (1965)
- Verhalen uit Journal brut (1966)
- Het afscheid (1966, escenario de película)
- Orchis militaris (1968, novela)
- Exit (1971, novela)
- Jef Verheyen, 40 (1972, edición de bibliófilo)
- Alechinsky (1973, ensayo)
- Samuel, o Samuel (1973, juego de radio)
- Dieric Bouts (1975, escenario de película)
- Een vrouw tussen hond en wolf (1977, novela, guion de película)
- Itinerarium (1979, ensayo)
- Dixi(t) (1979, novela)
- Luister hoe dit beeld hoe die lijn hoe die kleur hoe dit vlak luister (1979, ensayo)
- Een letterwerker aan het woord (1980)
- De vrouwen van de aarstengel (1983, novela)
- De toverberg in Sank Seb (1984, uit "De vrouwen van de aartsengel", en "Vlaamse verhalen na 1965")
- Het boek der nauwe relaties (1985)
- Vlaanderen, ook een land (1987)
- Prima materia (1989)
- Ondergrond bovengronds (1991)
- Schildwacht schuldwacht (1993)
- Daar komen schervan van (1995)
- Sissi (1997)
- De verrukking (1999, novela)
- De mirakelen, Elizabeth, de mirakelen (?)

## Premios
- 1958 - Arkprijs van het Vrije Woord por Het afscheid.
- 1977 – Prijs van de Vlaamse Gemeenschap voor Proza—entonces llamado Driejaarlijkse Staatsprijs voor verhalend proza—por Een tuin tussen hond en wolf
- 1990 – Emile Bernheim-prijs por sus obras
- 1993 - Prijs van de Vlaamse Gemeenschap
- 2012 - America Award por The Contemporary Arts Educational Project "por su contribución de por vida a la escritura internacional". Entre los ganadores anteriores de este "alternativo Premio Nobel de Literatura" eran, entre otros, Harold Pinter (1995), Peter Handke (2002), José Saramago (2004) en Javier Marías (2010)